# Neogalea esula
Neogalea esula är en fjärilsart som beskrevs av Druce 1889. Neogalea esula ingår i släktet Neogalea och familjen nattflyn. Inga underarter finns listade i Catalogue of Life.